# A jég ellen
A jég ellen (eredeti cím: Against the Ice) 2022-ben bemutatott dán történelmi film, melyet Peter Flinth rendezett. A forgatókönyvet Nikolaj Coster-Waldau és Joe Derrick írta, Ejnar Mikkelsen Two Against the Ice című, igaz történeten alapuló könyve alapján. A főbb szerepekben Coster-Waldau, Joe Cole és Charles Dance látható.
Világpremierje a 72. Berlini Nemzetközi Filmfesztiválon volt 2022. február 15-én. A Netflixen 2022. március 2-án jelent meg.

## Cselekmény
1909-ben két felfedező küzd a túlélésért, miután egy expedíció során magukra maradnak a jéggel borított Grönlandon.

## Szereplők
| Szerep              | Színész               | Magyar hang     |
| ------------------- | --------------------- | --------------- |
| Ejnar Mikkelsen     | Nikolaj Coster-Waldau | Fekete Ernő     |
| Iver Iversen        | Joe Cole              | Fancsikai Péter |
| Neergaard miniszter | Charles Dance         | Barbinek Péter  |
| Jörgensen           | Gísli Örn Garðarsson  | Dévai Balázs    |
| Naja Holm           | Heida Reed            | Páder Petra     |
| Laub                | Sam Redford           | Potocsny Andor  |
| Bessel              | Ed Speleers           | Jankovics Péter |
| Poulsen             | Diarmaid Murtagh      | Mészáros András |
| Unger               | Frankie Wilson        | Géczi Zoltán    |
| Holm                | Nick Jameson          | Garai Róbert    |

## A film készítése
Az RVK Studios és az Ill Kippers koprodukciójában készült filmet a dán Peter Flinth dán rendezte. Baltasar Kormákur producerrel és Torben Forsberg operatőrrel együttműködve Izlandon és Grönlandon forgatta a filmet, minimális zöldvászon (green screen) használata mellett. A film Ejnar Mikkelsen Two Against The Ice című könyvén alapul. 2021. január 19-én megerősítették, hogy Nikolaj Coster-Waldau, Joe Cole, Charles Dance és Heida Reed fognak szerepelni a filmben.

## Fogadtatás
A Rotten Tomatoes weboldalon 8 kritika alapján 50%-os minősítést ért el, 7,0/10-es átlagértékeléssel. A Metacritic oldalán 4 kritikus 100-ból 43 pontot adott a filmnek, ami „vegyes vagy átlagos értékelést” jelent.